# Нова Малішева
Нова Малішева (пол. Nowa Maliszewa) — село в Польщі, у гміні Косув-Ляцький Соколовського повіту Мазовецького воєводства.
Населення — 115 осіб (2011).
У 1975-1998 роках село належало до Седлецького воєводства.

## Демографія
Демографічна структура станом на 31 березня 2011 року:
|          | Загалом | Допрацездатний вік | Працездатний вік | Постпрацездатний вік |
| -------- | ------- | ------------------ | ---------------- | -------------------- |
| Чоловіки | 56      | 9                  | 35               | 12                   |
| Жінки    | 59      | 13                 | 23               | 23                   |
| Разом    | 115     | 22                 | 58               | 35                   |